# Acanthopleura brevispinosa
Acanthopleura brevispinosa är en blötdjursart som först beskrevs av Sowerby 1840.  Acanthopleura brevispinosa ingår i släktet Acanthopleura och familjen Chitonidae. Inga underarter finns listade i Catalogue of Life.